# Malhação (9.ª temporada)
A nona temporada da série de televisão brasileira Malhação, foi produzida pela TV Globo e exibida de 22 de abril de 2002 a 25 de abril de 2003 em 263 capítulos. Foi escrita por Andréa Maltarolli, com colaboração de Ricardo Hofstetter, Patrícia Moretzsohn, Duba Elia, Paula Amaral e João Brandão, sob a direção de Edson Spinello, Carlo Milani e Cláudio Boeckel. A direção geral foi de Edson Spinello, com direção de núcleo de Ricardo Waddington.
Conta com as atuações de Juliana Silveira, Henri Castelli, Bárbara Borges, Mariana Hein, Miguel Thiré, Fernanda Nobre, Cauã Reymond e Gisele Frade. A canção "Te Levar", de Charlie Brown Jr., serve como tema da nona temporada.

## Sinopse
A família Miranda recém chegada de uma cidade do interior, é composta por o casal conservador Íris (Lu Grimaldi) e Otávio (Odilon Wagner), que é médico, e os filhos adolescentes Ricardo (Tiago Armani) e Júlia (Juliana Silveira).  Durante as férias, Júlia acaba conhecendo Pedro (Henri Castelli), quando acidentalmente os dois ficam presos em um depósito no clube, o rapaz estava cego por ficar muito tempo exposto ao sol jogando vôlei. Júlia se apresenta para ele como Bárbara, com medo de ser descoberta, ela tinha se inscrito num curso de mergulho e os pais são contra ela fazer esportes perigosos. Confinados Pedro e Julia se apaixonam um pelo outro, fazem juras de amor, como prova trocam presentes: ele dá um anel e ela um colar. O depósito pega fogo acidentalmente, eles escapam do incêndio e cada um foi pro seu lado, sabendo apenas que poderão se reencontrarem na volta às aulas no Múltipla Escolha.
No primeiro dia de aula, no Múltipla Escolha, Julia conhece uma garota chamada Thaissa (Bárbara Borges), que também é novata, as duas ficam amigas e Júlia conta tudo sobre o Pedro, que temporariamente cego, que ele não conhece o seu rosto nem seu nome verdadeiro.
Thaissa ao descobrir que o rapaz rico, legal e bonito por quem está interessada é o mesmo da Júlia, decide conquistá-lo para si, a vilã rouba o anel, vai até a casa dele e mente dizendo que é Bárbara, a garota do incêndio, mostrando o anel Pedro fica convencido.
Dissimulada, Thaissa ainda arma um encontro com Júlia, para apresentar o Pedro como seu namorado, ao vê-los juntos Júlia tem uma decepção, ele quase reconhece a voz dela, Júlia sai dali arrasada.
Fazendo uma linha dizendo ser virgem Thaissa transa com Pedro, Julia descobre as mentiras de Thaissa e que ela roubou seu anel, Thaissa admite que passou a Júlia pra trás e as duas brigam.
Quando finalmente Pedro e Julia assumem a atração que sentem um pelo outro, os dois sofrem um grande golpe, suas famílias viram inimigas, com o erro médico cometido pelo pai de Júlia, ao operar o pai de Pedro, o Cézar Rodrigues (Kadu Moliterno) perde 4 cm da perna, o que impede de andar normalmente e praticar esportes.
A partir daí os protagonistas terão que administrar a relação conturbada do romance proibido já que as famílias se odeiam. Há ainda a Thaissa que não se conforma, cada vez mais obsessiva faz de tudo para ter o Pedro de volta, ela arma inúmeras intrigas.
Além disso, outro personagem, é o boa pinta Mau mau (Cauã Reymond), grande amigo de Pedro, que vai se aproximar de Júlia e se desentender com Pedro, tendo ainda uma queda por Thaissa.

## Elenco
| Intérprete         | Personagem                                      |
| ------------------ | ----------------------------------------------- |
| Juliana Silveira   | Júlia Miranda / Bárbara                         |
| Henri Castelli     | Pedro Rodrigues                                 |
| Bárbara Borges     | Thaíssa Bandiolli / Falsa Bárbara               |
| Mariana Hein       | Isabel Mendes (Bebel)                           |
| Miguel Thiré       | Charles Alencastro Júnior                       |
| Fernanda Nobre     | Beatriz Albuquerque Vasconcelos (Bia)           |
| Cauã Reymond       | Maurício Terra (Maumau)                         |
| Gisele Frade       | Adriana Spinelli (Drica)                        |
| Tiago Armani       | Ricardo Miranda                                 |
| Renata Dominguez   | Solene Ribeiro da Silva (Sol)                   |
| Sérgio Abreu       | Alberto Bandini (Beto)                          |
| Rafaela Mandelli   | Fernanda Lemos (Nanda)                          |
| Iran Malfitano     | Guilherme Ferreira (Gui)                        |
| Aisha Jambo        | Naomí Ramos                                     |
| Eric Muller        | Manoel Gonçalves (Farofa)                       |
| Sérgio Hondjakoff  | Arthur Malta Reymond Lopes (Cabeção)            |
| Sidney Sampaio     | Daniel Bittencourt (Dani)                       |
| Rômulo Simões      | Alessandro Schimidt (Alemão)                    |
| Lu Grimaldi        | Íris Miranda                                    |
| Odilon Wagner      | Dr. Otávio Miranda                              |
| Kadu Moliterno     | César Rodrigues                                 |
| Tereza Seiblitz    | Débora Batista                                  |
| Giuseppe Oristanio | Prof. Afonso Malta Reymond Lopes                |
| Giselle Tigre      | Profª. Linda Albuquerque Malta                  |
| Carlos Bonow       | Prof. Marcos Valentim (Marcão)                  |
| Joana Limaverde    | Profª. Letícia Silvério                         |
| Charles Paraventi  | Prof. Afrânio                                   |
| Márcia Barros      | Profª. Mariana                                  |
| André D'Biase      | Vinícius Lemos                                  |
| Bia Montez         | Vilma Ribeiro da Silva                          |
| Helder Agostini    | Fernando Malta Reymond Lopes (Fernandinho / FM) |
| Letícia Colin      | Kailani Rodrigues                               |

### Participações especiais
| Intérprete               | Personagem               |
| ------------------------ | ------------------------ |
| Lucélia Santos           | Jackeline Lemos (Jackie) |
| Juan Alba                | Paulinho                 |
| Renata Mattos            | Estela Mello             |
| Eva Todor                | Isaura                   |
| Ernani Moraes            | Armando                  |
| Luiza Valdetaro          | Rose                     |
| Marisol Ribeiro          | Tininha                  |
| Jardel Mello             | Comandante Rodolfo       |
| Ilva Niño                | Teresa de Almeida        |
| Ilya São Paulo           | Tadeu                    |
| Bel Kutner               | Sônia                    |
| Betina Vianny            | Dora                     |
| Cláudio Correia e Castro | Dr. Aristides Maia       |
| Gisele Fróes             | Aparecida                |
| Bernardo Marinho         | Rogério                  |
| Antônio Pedro            | Seu Tonho                |
| Cláudio Gabriel          | Juanito                  |
| Ana Carolina Dias        | Rosaly                   |
| Helga Nemeczyk           | Michelle                 |
| Guilherme Trajano        | Jorginho                 |
| Regina Remencius         | Marilise                 |
| Gisele Arnaud            | Célia Regina             |
| André Rocha              | Ricky                    |
| Janaína Moura            | Beth                     |
| Jayme del Cuento         | Ares                     |
| Rodolfo Freitas          | Alexandre                |
| Guilherme Medaglia       | Mário                    |
| Louise Peres             | Amiga de Kailani         |
| Bruna Pietronave         | Lucinha                  |
| Rosana Oliveira          | Christianne (Chris)      |
| Ricardo Pavão            | Álvaro                   |
| Evelyn Oliveira          | Joana                    |
| Arthur Lopes             | Miguel                   |
| Mariana Richard          | Cristina                 |
| Thiago Rodrigues         | Rapaz No Giga Bayte      |
| Oswaldo Louzada          | Seu Antônio              |
| Luma Costa               | Clarinha                 |
| Nicolas Trevijano        | Ex Marido de Cristina    |
| Nadja Haddad             | Kelly - Ep. 235          |

## Exibição
Foi exibida na íntegra pelo canal Viva de 6 de janeiro de 2014 a 12 de janeiro de 2015, substituindo Malhação 2001 e sendo substituída por Malhação 2003.
Está sendo reexibida na íntegra no Malhação Fast, canal fast gratuito do Globoplay, desde 12 de março de 2025.

## Trilha sonora
Não foi lançado comercialmente nenhuma trilha sonora desta temporada, porém as canções foram disponibilizadas posteriormente no site da novela.
Nacional
- A Cera - O Surto
- Ciúme - Titãs
- Depois - Pato Fu
- Disco Voador - Mr. Jam (tema de locação: Gigabyte)
- Fim de Semana - Nocaute
- Mapa da Mina - Rumbora
- Me Deixa - O Rappa
- Ninguém Pode - Mr. Jam
- Por Hoje - Mariana Davis
- Primeiros Erros - Capital Inicial
- Quando Eu Te Encontrar - Biquini Cavadão (tema Nanda e Gui)
- Sino Entre Os Anjos - Paulo Miklos
- Te Levar Daqui - Charlie Brown Jr. (tema de abertura)
- Tudo Com Você - Vanessa Rangel
- Tudo Mudar - Charlie Brown Jr.
- Um Beijo Seu - Sideral
- Vem - Patrícia Coelho
- Te Ter Aqui - Ponto Quattro
- Kaya N' Gan Daya - Gilberto Gil

Internacional
- All The Small Things - Blink-182
- Angel - Shaggy
- Anything But Down - Sheryl Crow
- Be Like That - 3 Doors Down
- Chained To You - Savage Garden
- Don't Look Back In Anger - Oasis (tema de Taíssa)
- Down So Long - Jewel
- Everybody Get Up - Five
- Fly Away From Here - Aerosmith (tema Charles e Bia)
- Go - Indigo Girls
- Go Let It Out - Oasis
- Hundreds Of Languages - GANGgajang
- If You Had My Love - Jennifer Lopez
- Inside Us All - Creed (tema geral)
- Miss You Love - Silverchair (tema de Nanda e Gui)
- No Strings Attached - N'sync
- Not That Kind - Anastacia
- Original Prankster - The Offspring
- Sometimes - Britney Spears
- Stronger - Britney Spears
- The Animal Song - Savage Garden
- This Velvet Glove - Red Hot Chili Peppers
- Turn Off The Light - Nelly Furtado
- Wild Wild Life - Talking Heads
- With Arms Wide Open - Creed (tema de Júlia e Pedro)
- Without Your Love - Joey McIntyre
- Wherever Will You Go - The Calling
- 19:2000 – Gorillaz
- I'm Not A Girl, Not Yet A Woman - Britney Spears (tema de Júlia)
- Don't Let Me Get Me – Pink
- Call Me A Fool - Live (Tema de Bebel e Pedro/ Bebel e Daniel)
- Trash Box - De Phazz
- Sk8er Boi - Avril Lavigne
- Main Offender - The Hives
- Ordinary Day - Vanessa Carlton
- Away From The Sun - 3 Doors Down
- She Is Love - Oasis
- Sultans Of Swing – Dire Straits
- All My Life - Foo Fighters
- Gasoline - Audioslave
- Never Again – Nickelback
- Sandstorm - Darude
- Here Without You - 3 Doors Down